# Herrischried
Herrischried – miejscowość i gmina w Niemczech, w kraju związkowym Badenia-Wirtembergia, w rejencji Fryburg, w regionie Hochrhein-Bodensee, w powiecie Waldshut, wchodzi w skład wspólnoty administracyjnej Bad Säckingen. Leży w Schwarzwaldzie, pomiędzy Wehrą a Alb.

## Polityka
Ostatnie wybory samorządowe odbyły się 13 czerwca 2004. W radzie gminy zasiada 14 radnych z czego 6 jest z CDU, 6 jest bezpartyjnych, a pozostali dwaj reprezentują Związek 90/Zielonych.

## Dzielnice
Großherrischwand, Hogschür, Hornberg, Niedergebisbach, Rütte i Wehrhalden.

## Współpraca
Miejscowość partnerska:
- Le Castellet, Francja